# Dick's Picks Volume 33
Dick's Picks Volume 33 es el trigésimo tercer álbum en vivo de Dick's Picks, serie  de lanzamientos en vivo de la banda estadounidense Grateful Dead. Fue grabado el 9 y 10 de octubre de 1976 en el Oakland Coliseum Stadium, en Oakland, California.

## Caveat emptor
Cada volumen de Dick's Picks tiene su propia etiqueta “caveat emptor”, que informa al oyente sobre la calidad del sonido de la grabación. La etiqueta del volumen 30 dice:
“Este espacio generalmente está reservado para advertirle sobre anomalías en la calidad del sonido en estas grabaciones de dos pistas. Ignore eso para este Dick's Pick. No hay ninguno. Suena genial. Disfrútelo”.

## Recepción de la crítica
Stuart Henderson, contribuidor de PopMatters, escribió: “Dick’s Picks #33 captura dos de los espectáculos más famosos en la carrera de Dead, y es básicamente imprescindible para cualquier fan serio de la banda”.
En una reseña para AllMusic, Lindsay Planer declaró: “Después de su gira sabática (de noviembre de 1974 a junio de 1976), Grateful Dead volvió a la carretera con un entusiasmo renovado. [...] Dick's Picks, Vol. 33 (2004) captura dos presentaciones consecutivas en el Oakland Coliseum Stadium el 9 y 10 de octubre de 1976. Esto marcó solo la segunda carrera que la banda tocó en su Área de la Bahía natal desde el '74. Con Mickey Hart (percusión) de regreso, The Grateful Dead son tan rítmicamente sinuosos como siempre, conservando su naturaleza ágil y su inclinación instantánea por la improvisación”.
John Metzger, crítico de The Music Box comentó: “No hay duda de que las excursiones de improvisación de Grateful Dead durante los conciertos presentados en Dick's Picks, Volume 33 fueron restringidas, especialmente en comparación con las innumerables estancias espaciosas de la banda a principios de los años 1970. Sin embargo, la música que se transmite rara vez falla”.

## Lista de canciones
Todas las canciones escritas y compuestas por Jerry Garcia y Robert Hunter, excepto donde esta anotado. 
| Disco uno |                                         |                                |          |  |
| N.º       | Título                                  | Escritor(es)                   | Duración |  |
| 1.        | «Promised Land»                         | Chuck Berry                    | 4:21     |  |
| 2.        | «Mississippi Half-Step Uptown Toodeloo» |                                | 9:19     |  |
| 3.        | «Cassidy»                               | John Perry Barlow Bob Weir     | 4:28     |  |
| 4.        | «Tennessee Jed»                         |                                | 8:57     |  |
| 5.        | «Looks Like Rain»                       | Barlow Weir                    | 8:37     |  |
| 6.        | «They Love Each Other»                  |                                | 7:11     |  |
| 7.        | «New Minglewood Blues»                  | tradicional, arr. por Bob Weir | 4:51     |  |
| 8.        | «Scarlet Begonias»                      |                                | 12:19    |  |
| 9.        | «Lazy Lightnin'»                        | Barlow Weir                    | 3:18     |  |
| 10.       | «Supplication»                          | Barlow Weir                    | 5:04     |  |
| 11.       | «Sugaree»                               |                                | 11:36    |  |

| Disco dos |                           |                                                 |          |  |
| N.º       | Título                    | Escritor(es)                                    | Duración |  |
| 1.        | «St. Stephen»             | Garcia Hunter Phil Lesh                         | 5:57     |  |
| 2.        | «Not Fade Away»           | Charles Hardin Holley Norman Petty              | 11:55    |  |
| 3.        | «St. Stephen» (Reprise)   |                                                 | 0:51     |  |
| 4.        | «Help on the Way»         |                                                 | 5:36     |  |
| 5.        | «Slipknot!»               | Garcia Keith Godchaux Bill Kreutzmann Lesh Weir | 5:23     |  |
| 6.        | «Drums»                   | Mickey Hart Kreutzmann                          | 3:24     |  |
| 7.        | «Samson and Delilah»      | tradicional, arr. por Weir                      | 7:18     |  |
| 8.        | «Slipknot!» (Reprise)     |                                                 | 6:48     |  |
| 9.        | «Franklin's Tower»        | Garcia Hunter Kreutzmann                        | 12:44    |  |
| 10.       | «One More Saturday Night» | Weir                                            | 5:28     |  |
| 11.       | «U.S. Blues»              |                                                 | 6:16     |  |

| Disco tres |                                    |                                                      |          |  |
| N.º        | Título                             | Escritor(es)                                         | Duración |  |
| 1.         | «Might As Well»                    |                                                      | 6:34     |  |
| 2.         | «Mama Tried»                       | Merle Haggard                                        | 3:18     |  |
| 3.         | «Ramble On Rose»                   |                                                      | 7:10     |  |
| 4.         | «Cassidy»                          |                                                      | 4:46     |  |
| 5.         | «Deal»                             |                                                      | 5:18     |  |
| 6.         | «El Paso»                          | Marty Robbins                                        | 4:54     |  |
| 7.         | «Loser»                            |                                                      | 7:40     |  |
| 8.         | «Promised Land»                    |                                                      | 4:33     |  |
| 9.         | «Friend of the Devil»              | John Dawson Garcia Hunter                            | 8:34     |  |
| 10.        | «Dancing in the Streets»           | Marvin Gaye Ivy Jo Hunter William “Mickey” Stevenson | 14:40    |  |
| 11.        | «Wharf Rat»                        |                                                      | 7:54     |  |
| 12.        | «Dancing in the Streets» (Reprise) |                                                      | 4:19     |  |

| Disco cuatro |                                 |                          |          |  |
| N.º          | Título                          | Escritor(es)             | Duración |  |
| 1.           | «Samson and Delilah»            |                          | 7:48     |  |
| 2.           | «Brown-Eyed Woman»              |                          | 5:40     |  |
| 3.           | «Playing in the Band»           | Hart Hunter Weir         | 10:58    |  |
| 4.           | «Drums»                         | Hart Kreutzmann          | 2:11     |  |
| 5.           | «The Wheel»                     | Garcia Hunter Kreutzmann | 5:51     |  |
| 6.           | «Space»                         | Garcia Lesh Weir         | 4:49     |  |
| 7.           | «The Other One»                 | Kreutzmann Weir          | 9:26     |  |
| 8.           | «Stella Blue»                   |                          | 12:03    |  |
| 9.           | «Playing in the Band» (Reprise) |                          | 5:51     |  |
| 10.          | «Sugar Magnolia»                | Hunter Weir              | 10:14    |  |
| 11.          | «Johnny B. Goode»               | Berry                    | 4:05     |  |

## Créditos y personal
Créditos adaptados desde el folleto que acompaña al CD.
Grateful Dead
- Jerry Garcia – voz principal y coros, guitarra líder
- Donna Jean Godchaux – coros
- Keith Godchaux – piano
- Mickey Hart – batería
- Bill Kreutzmann – batería
- Phil Lesh – bajo eléctrico, coros
- Bob Weir – guitarra rítmica, coros

Personal técnico
- Betty Cantor-Jackson – grabación
- David Lemieux – archivista
- Jeffrey Norman – masterización
- Eileen Law – investigadora de archivo

Diseño
- Richard McCaffrey, Ed Perlstein, Steve Schneider – fotografía
- Robert Minkin – ilustración, diseño de embalaje